# 黃近朱
黄近朱（？—？），字完赤，號侍宁，四川重庆府长寿县民籍。明朝政治人物。

## 生平
天啓元年（1621年）辛酉科四川鄉試舉人，二年（1622年）壬戌科進士。礼部观政，三年十二月授刑部河南司主事，四年三月调云南司主事监督西三仓，六年十一月，户部尚书郭允厚荐举，管太仓银库，七年升调吏部稽勋司主事，历验封司、考功司主事。崇祯元年升文选司员外郎，给假。二年京察，六年降为浙江布政司经历，八年升大理寺评事，十一年升右寺副，十二年升礼部儀制司员外郎，升主客司郎中，出为湖广右参议。十五年降为上林苑蕃育署丞。